# Adam Burski
Adam Burski, znany także jako: Bursius, Adam Alberti Borczinski, Brzezinensis (ur. ok. 1560 w Brzezinach, zm. 15 lutego 1611 w Zamościu) – filolog, logik, filozof, mówca, wydawca, przedstawiciel myśli filozoficznej polskiego renesansu.

## Życiorys
Syn Wojciecha i Barbary, cioteczny brat Szymona Szymonowica. Pierwsze nauki pobierał w lwowskiej szkole katedralnej. Od 1579 student Akademii Krakowskiej, gdzie w 1580 uzyskał stopień bakałarza (bakałarzował zapewne po szkołach prowincjonalnych). Przebywał też we Lwowie jako nauczyciel w szkole katedralnej, w której wcześniej był uczniem. W latach 1587–1590 był prawdopodobnie jej rektorem. W międzyczasie kształcił się we Włoszech. W 1593 uzyskał magisterium i doktorat z filozofii. W tym samym roku został seniorem Bursy Jerozolimskiej w Krakowie i wykładowcą na wydziale artium. W 1595 dostał się jako profesor do Kolegium Mniejszego. Na początku 1597, na wezwanie Jana Zamoyskiego, objął w Akademii Zamojskiej katedrę filozofii moralnej. Parę miesięcy później został rektorem Akademii Zamojskiej – funkcję tę powierzano mu jeszcze kilkukrotnie. Jeden z głównych przedstawicieli renesansowej filozofii polskiej, należał do czołowych profesorów Akademii, był gł. kierownikiem drukarni i przedsięwzięć naukowo-wydawniczych. Zwolennik empiryzmu i metody indukcyjnej w nauce. Walczył o świeckość i autonomię szkoły przeciw hegemonii władz duchownych.
Poślubił Annę, dworkę kasztelanowej Zamoyskiej. Otrzymał w dożywotnią dzierżawę wioskę Pniówek (Pniów).

## Najważniejsze utwory
- Dialectica Ciceronis, Zamość 1604, drukarnia M. Łęski, (dzieło filozoficzne, oparte na notatach padewskich J. Zamoyskiego, przekazanych mu przez autora w 1598)
- Oratio funebris in anniversario depostionis Illustrissimi Joannis Zamoscii, Zamość 1606, drukarnia M. Łęski
- Oratio de nobiliate gentis Samosciorum, wyd. przy J. Zamoyski: "Stemma Samosciorum"

## Prace edytorskie
- M. Jaskier Juris provincialis quod Speculum Saxonum vulgo nuncupatur libri tres, Zamość 1602
- J. Zamoyski Stemma Samosciorum, Zamość 1609, Drukarnia Akademicka

## Listy i materiały
- do J. Zamoyskiego, Kraków: 3 stycznia 1597; Zamość: 11 lipca i 23 sierpnia 1601, 18 marca 1602; do G. Zamoyskiej, 1605, (wyd. J. Przyborowski "Listy A. Burskiego, profesora Akademii Zamojskiej" Biblioteka Warszawska, 1884, t. 2, s. 325-329)
- List Anny Burskiej do T. Zamoyskiego, 26 sierpnia 1612, (wyd. J. Przyborowski "Listy A. Burskiego, profesora Akademii Zamojskiej" Biblioteka Warszawska, 1884, t. 2, s. 329-331)

## Literatura dodatkowa
- Stanisław Łempicki: Burski Adam. W: Polski Słownik Biograficzny. T. 3: Brożek Jan – Chwalczewski Franciszek. Kraków: Polska Akademia Umiejętności – Skład Główny w Księgarniach Gebethnera i Wolffa, 1937, s. 138–140. Reprint: Zakład Narodowy im. Ossolińskich, Kraków 1989, ISBN 83-04-03291-0